# Ceratodus
Il Ceratodus (dente corneo) era un dipnoo preistorico d'acqua dolce che viveva in tutto il mondo nell'età dei dinosauri. Questo pesce raggiungeva i 50 cm di lunghezza, era affusolato alle sue due estremità e aveva due paia di pinne carnose a foglia e una lunga pinna a punta costituita dalla fusione della pinna caudale e di altre due pinne. Le piastre dentarie, pieghettate e ancorate alle mascelle, erano usate per triturare il cibo che mangiava (pesci, rane e chiocciole). Il Ceratodus aveva le branchie, ma poteva respirare in superficie, mediante il polmone di cui era dotato. Era molto affine al Neoceratodus forsteri che vive attualmente in Australia.